# 沈鴻烈
沈鴻烈（1882年10月27日—1969年3月12日），字成章，男，湖北天門人，中華民國海軍二級上將。本為張作霖與張學良麾下奉軍高級將領，二戰期間為國民革命軍上將。中華民國第7任銓敘部部長。

## 生平
1905年他以第一名的成績考取了日本海軍學校，並在日本加入中國同盟會。歸國後在黎元洪部下從軍，曾在武昌起義中策動長江中的清朝艦隻起義成功。1910年代末，沈鴻烈轉於張作霖旗下擔任奉系海軍将领，因戰功於1923年成為該軍中將海軍司令。受張作霖、張學良命籌劃整頓東北海軍，使東北海軍足與閩系海軍並列。同時建造中國第一批水上飛機母艦（如：鎮海號、華甲號），並組織「水上飛機隊」。被稱為海軍「能將」。1928年皇姑屯事件後，他繼續於張學良新軍任高級將領，並與張學良軍隊一起加入國民革命軍。
1929年，同江之役中率部重创苏联海军而聲名大噪。1930年，身為上將的他，因與蘇俄邊境戰爭和日軍試圖侵略東北固守東北海防等立下戰功，與張學良同受中華民國青天白日勳章，為該勳章的首批受獎者，蔣介石亦曾說：「國民政府海軍中首推陳策與沈鴻烈了。」1936年，西安事變爆發時，曾為東北軍高級將領的他保持中立一方面致電昔日長官張學良釋放蔣介石一同抗日，一方面致電蔣介石事後冷靜處理此事，事後獲得蔣介石信任。
九一八事變後，他仍任軍於國民革命軍海軍，曾任上將海軍總司令、青島市市長、山東省主席、浙江省主席、東北軍司令等。在抗日期間奉抗日統帥蔣介石命令在青島佈海防阻止日軍於青島的登陸戰大勝。此後參與了淞滬會戰所率海軍第三艦隊亦炸燬日軍多艘物資戰船，後因國軍逐一向內地撤退，而導致海防盡失，後任抗日蘇魯戰區副司令。在國家政策上，他與張學良等其他東北軍最大不同，是他認為共產黨教義比日本勢力危害中國更大，基於此理念，他以激進手段積極剷除共產勢力；提出口號如「寧匪化，勿赤化；寧亡與日，勿亡與共；日可以不抗，共不可不打」。期間曾與八路軍多次摩擦，並予以反擊。1939年4月，沈鴻烈命令秦启荣部在博山等地袭击八路军山东纵队第三游击支队，杀死400余人。
1950年，隨政府來到台灣，並擔任政府要職。1969年於省立臺中醫院病逝。
至今中華民國海軍軍官學校裡提名「鴻烈樓」用以紀念。其子沈守敬曾任臺灣高等法院臺南分院院長、司法院祕書長，現任公務員懲戒委員會委員。